# NGC 7634
NGC 7634 (również PGC 71192 lub UGC 12542) – galaktyka soczewkowata (SB0), znajdująca się w gwiazdozbiorze Pegaza. Odkrył ją William Herschel 26 września 1785.
W galaktyce tej zaobserwowano do tej pory jedną supernową – SN 1972J.